# Crocidura arabica
Crocidura arabica, musaraña árabe, es un mamífero de la familia Soricidae.
Es una musaraña muy poco estudiada cuyo rango de distribución se encuentra en el sur de la península arábiga, en Omán y Yemen. Según la Lista Roja de la UICN es de «preocupación menor» debido a su amplia área de distribución y a que sus poblaciones no parecen estar en declive. Es terrestre y su hábitat son las llanuras costeras.